# تروبرد (فیلم ۱۹۱۶)
تروبرد (انگلیسی: The Thoroughbred) فیلمی آمریکایی است که در سال ۱۹۱۶ منتشر شد. از بازیگران آن می‌توان به شارلوت بارتون اشاره کرد.